# Rima Jansen
La Rima Jansen è una struttura geologica della superficie della Luna.